# انعكاس لك
انعكاس لك (هانغل: 너를 닮은 사람)؛ هو مسلسل تلفزيوني كوري جنوبي، مقتبس من رواية الكاتبة جونغ سو هيون، دراما حول الحب والخيانة والفساد والأنتقام، عرض على قناة JTBC في 13 أكتوبر 2021 ، بث يومي الأربعاء والخميس الساعة 22:30 بتوقيت كوريا الجنوبية. وهو متاح عالميًا على شبكة نتفلكس.

## القصة
تدور أحداث المسلسل حول أمراة وفية لرغباتها وأمراة أخرى فقدت نور الحياة، كانت هي جوو تمر بوقت فقير وعصيب أيام شبابها، هي الآن رسامة وكاتبة ناجحة، ومتزوجة من شاب ثري ولديها أبنانا، تبدو حياتها يحسد عليها ولكن هي جوو تشعر انها تعيش بلا معنى حقيقي، بعدها تلتقي بامراة فقيرة ولكنها لا تزال مليئة بالحياة ومتألقة.، تذكرها بماضيها.

## بطولة

### أدوار رئيسيه
- جو هيون جونغ بدور جيونغ هي جو ( رسامة وكاتبة مقالات ناجحة، وزوجة ابن عائلة ثرية.[10]
- شين هيون-بين بدور جوو هاي وون ( مدرسة فنون فقدت ضوء الحياة بسبب لقاء مصيري، ولها علاقة قديمة مع هي جو وو جاي.[11]
- كيم جاي يونغ بدور سيو وو جاي، ( نحات، ولديه علاقة قديمة مع هاي وون وهي جوو، أستيقظ بعد ان كان في غيبوبة لمدة أعوام فاقد لذاكرة.[12]
- تشوي وون يونغ في دور آهن هيون سيونغ ( زوج جيونج هي-جو ، رئيس المستشفى والمدرسة الإعدادية لمؤسسة تيريم.[13][14]

### مراهقون
- شين هاي جيي بدور لي سوو يونغ ( وهي زميلة مقربة من لي سا.[15]
- كيم سو ان في دور لي سا ( ابنة هي-جو المراهقة ، طالبة بالصف الثالث في مدرسة تيريم الإعدادية للبنات.[16]

### أخرون
- شين دونغ ووك في دور جيونغ سون وو (شقيق هي جو الأصغر، أخصائي العلاج الطبيعي في مستشفى تيريم).[17]
- كيم سانغ هو بدور يون سانغ هوه ( صاحب حانة جديدة في حي هاي وون).[18]
- جانغ هاي-جين في دورأهن مين سيو (أخت زوج هي جو، رئيسة قسم جراحة المخ والأعصاب في مستشفى تيريم.
- هونغ سيون جون في دور لي هيونغ جي (زوج مين سيو مستشار قانوني لمؤسسة تريم).[19]

## المشاهدات
| الموسم | الموسم | رقم الحلقة | رقم الحلقة | رقم الحلقة | رقم الحلقة | رقم الحلقة | رقم الحلقة | رقم الحلقة | رقم الحلقة | رقم الحلقة | رقم الحلقة | رقم الحلقة | رقم الحلقة | رقم الحلقة | رقم الحلقة | رقم الحلقة | رقم الحلقة | المتوسط |
| الموسم | الموسم | 1          | 2          | 3          | 4          | 5          | 6          | 7          | 8          | 9          | 10         | 11         | 12         | 13         | 14         | 15         | 16         | المتوسط |
| ------ | ------ | ---------- | ---------- | ---------- | ---------- | ---------- | ---------- | ---------- | ---------- | ---------- | ---------- | ---------- | ---------- | ---------- | ---------- | ---------- | ---------- | ------- |
|        | 1      | 670        | غ/م        | 549        | 550        | غ/م        | غ/م        | غ/م        | غ/م        | غ/م        | غ/م        | غ/م        | 578        | 510        | غ/م        | 564        | غ/م        | N/A     |

| رقم    | تاريخ البث     | متوسط حصة الجمهور | متوسط حصة الجمهور |
| رقم    | تاريخ البث     | AGB Nielsen       | AGB Nielsen       |
| رقم    | تاريخ البث     | على الصعيد الوطني | سيئول             |
| ------ | -------------- | ----------------- | ----------------- |
| 1      | 13 أكتوبر 2021 | 3.636%            | 4.109%            |
| 2      | 14 أكتوبر 2021 | 2.592%            | 3.335%            |
| 3      | 19 أكتوبر 2021 | 2.899%            | 3.242%            |
| 4      | 21 أكتوبر 2021 | 2.722%            | 3.164%            |
| 5      | 27 أكتوبر 2021 | 2.359%            | 2.706%            |
| 6      | 28 أكتوبر 2021 | 2.700%            | 3.593%            |
| 7      | 3 نوفمبر 2021  | 2.213%            | 2.506%            |
| 8      | 4 نوفمبر 2021  | 2.311%            | 2.793%            |
| 9      | 10 نوفمبر 2021 | 2.3%              | 3.041%            |
| 10     | 11 نوفمبر 2021 | 2.039%            | 2.841%            |
| 11     | 17 نوفمبر 2021 | 2.437%            | 2.787%            |
| 12     | 18 نوفمبر 2021 | 2.790%            | 3.568%            |
| 13     | 24 نوفمبر 2011 | 2.7%              | 3.148%            |
| 14     | 25 نوفمبر 2021 | 2.6%              | 3.303%            |
| 15     | 1 ديسمبر 2021  | 2.7%              | 3.165%            |
| 16     | 2 ديسمبر 2021  | 3.2%              | 4.154%            |
| المعدل |                |                   |                   |

## الإنتاج

### صناعة
- منشئ  : جونغ سيو هيون
- تخطيط : جي تي بي سي
- المساهم : نتفليكس[9]
- فريق العمل : استوديوهات JTBC & سلي تريون إنترتينمنت.
- إخراج وكتابة : المسلسل من إخراج ليم هيون ووك الذي أخرج المسلسل الطبي «الحياة» لعام 2018. ومن كتابة يوو بوو را التي كتبت مسلسل  بين الأحباء لعام 2017.[23][24]

المسلسل مبني على رواية تحمل نفس الاسم للكاتبة جونغ سيو هيون، قامت الكاتبة يوو بورا باقتباس قصة الرواية واعطتها منظورًا مختلفًا عن القصة الأصلية.

### الموسيقى
تتولى إدارة الموسيقى : نام هاي سيونغ التي تولت تلحين سلسلة الإنتقام التابعة لي تي في إن (آيس أدونيس، القناع الزجاجي) والتي تلقت اشادة إيجابيه من قبل المشاهدين، كما تولت إدارة موسيقى عدة مسلسلات شهيرة مثل:  فاجابوند ،العفريت ، السيد المشرق ، نفسيه لكن لابأس ، هبوط اضطراري للحب.

### طاقم
في نوفمبر 2020 ، أعلن أنضمام جو هيون جونغ في المسلسل التلفزيوني لدور الرئيسي، إنها تظهر في الشاشة بعد توقف دام عامين، كان آخر ظهور لها في المسلسل التلفزيوني المحامي جو 2 لعام 2019. في نهاية يونيو من عام 2021 ، انضم بارك سيونغ يون  إلى فريق التمثيل.

### التصوير
في 6 أغسطس ، أفيد أنه بسبب حالة إيجابية لـ COVID-19 ، توقف التصوير مؤقتا، تم فحص فريق التمثيل الرئيسي للمسلسل وجميعهم قد اظهرت لهم نتائج سلبيًة.

### الإصدار
من المقرر إصدار المسلسل في 13 أكتوبر 2021 ، وسيتم بثه يومي الأربعاء والخميس في توقيت الخريف الجديد الساعة 22:30 بتوقيت كوريا. سيتوفر المسلسل أيضًا في جميع أنحاء العالم على Netflix.

## روابط خارجية
- انعكاس لك على موقع IMDb (الإنجليزية)
- انعكاس لك على موقع روتن توميتوز (الإنجليزية)
- انعكاس لك على موقع نتفليكس (الإنجليزية)
- انعكاس لك على موقع قاعدة بيانات الفيلم (الإنجليزية)
- انعكاس لك على هانسينما